# Praseodymi(III) cacbonat
Praseodymi(III) cacbonat là một hợp chất vô cơ có công thức hóa học Pr2(CO3)3. Dạng khan có màu lục ôliu, và nhiều dạng hydrat của nó như heptahydrat và octahydrat đã được biết đến. Chúng đều không tan trong nước.

## Điều chế
Praseodymi(III) cacbonat có thể thu được bằng cách thủy phân praseodymi(III) tricloroacetat ở khoảng 70 ℃:
2Pr(C2Cl3O2)3 + 3H2O → Pr2(CO3)3 + 6CHCl3 + 3CO2↑
Bằng cách cho NaHCO3 bão hòa với carbon dioxide phản ứng với dung dịch praseodymi(III) chloride, cũng có thể thu được praseodymi(III) cacbonat.

## Tính chất hóa học
Praseodymi(III) cacbonat hòa tan trong axit và giải phóng carbon dioxide:
Pr2(CO3)3 + 6H+ → 2Pr3+ + 3H2O + 3CO2↑

## Hợp chất khác
Pr2(CO3)3 còn tạo một số hợp chất với N2H4, như Pr2(CO3)3·12N2H4·5H2O là tinh thể lục nhạt, tan ít trong nước và không tan trong benzen, d20 ℃ = 1,873 g/cm³.